# جو بيزيرا
جو بيزيرا (بالإسبانية: Joe Bizera)‏ (مواليد 17 مايو 1980) هو لاعب كرة قدم. يلعب مع منتخب الأوروغواي لكرة القدم. سبق له أن لعب في كأس العالم لكرة القدم مع منتخب بلاده.

## روابط خارجية
- جو بيزيرا على موقع الاتحاد الدولي (مؤرشف)  (الإنجليزية)
- جو بيزيرا على موقع قاعدة بيانات كرة القدم.إي يو (الإنجليزية)
- جو بيزيرا على موقع ناشيونال فوتبول تيمز (الإنجليزية)
- جو بيزيرا على موقع Soccerway.com (الإنجليزية)